# Девальд, Эрнест Теодор
Эрнест Теодор Девальд (англ. Ernest Theodore DeWald; 18 сентября 1891, Нью-Брансуик, штат Нью-Джерси — 5 октября 1968) — американский искусствовед.
Происходил из семьи с эльзасскими и швейцарскими корнями. Учился в Ратгерском, затем в Принстонском университетах. Под руководством Чарльза Руфуса Мори защитил диссертацию о Пьетро Лоренцетти (1916, опубликована как монография в 1929 году). Затем некоторое время служил в американских военных представительствах в Берне и Варшаве. По возвращении в США с 1920 года преподавал в Ратгерском университете, с 1923 года - в Колумбийском университете, с 1925 года - в Принстонском (после того как Мори возглавил там отделение искусства и археологии). С 1938 года — профессор, в 1947—1960 годах - директор Принстонского художественного музея. Научная карьера Девальда прерывалась Второй мировой войной: в её последние месяцы он был командирован в Италию, в чине полковника, в составе Подкомиссии Союзных войск по памятникам, искусству и архивам в Италии, где занимался описью и оценкой повреждений, нанесённых войной, и первоочередными мерами по сохранению культурного наследия; вновь заниматься спасением итальянских культурных ценностей Девальду пришлось в 1966 году после наводнения во Флоренции. Он умер от разрыва сердца после посещения футбольного матча между командами Принстонского и Колумбийского университета.
Основные работы Девальда и нескольких его коллег были посвящены иллюстрированным рукописным экземплярам Септуагинты. В 1961 году он выпустил свой итоговый труд — обзорное издание «Итальянская живопись. 1200—1600» (англ. Italian Painting, 1200—1600; New York: Holt, Rinehart and Winston, 1961).